# رجا القحطاني
رَجا محمّد جاسم القحطاني (1965) شاعر كويتي. ولد في مدينة الكويت. ليسانس لغة عربية من جامعة الكويت، عضو رابطة الأدباء الكويتيين. نشر شعره في الصحف المحلية.
له العديد من المشاركات الشعرية محليا وخارجيا
- عمل في القسم الثقافي في جريدة الراي الكويتية (٢٠٠١-٢٠٠٤)
-يقدم برامج أدبية في قناة البوادي.
حصل على العديد من الجوائز الشعرية
للشاعر رجا القحطاني بنتان هما نوره وعهود

## سيرته
ولد رجا محمد جاسم القحطاني سنة 1965 في مدينة الكويت. حاصل على ليسانس لغة عربية من جامعة الكويت. عضو مجلس إدارة رابطة الأدباء عام 2003م. نشر شعره في الصحف المحلية وشارك في أكثر من أمسية للرابطة والمجلس الوطني للثقافة والفنون والآداب ووزارة الإعلام والجامعة. مثّل الكويت في المهرجان الخامس للشعر والقصة لشباب دول مجلس التعاون الخليجي بالبحرين عام 1991م.
شارك في مسابقة أمير الشعراء التي نظّمتها هيئة أبو ظبي للثقافة عام 2009م.
عضو لجنة تحكيم المسابقة الشعرية السنوية التي تنظمها هيئة الشباب والرياضة في الكويت لثلاث دورات متتالية.
صدر له ديوانان «من وحي المتنبي»2006 و«سماوات لمطر أخير»2016
حاصل على جائزة الدولة التشجيعية في الآداب عن ديوانه«سماوات لمطر أخير» عام 2016 .

## شعره
وصف بأنه «يؤمن إيماناً عميقاً بالقومية والعروبة ووحدة الأمة وتواصل الأجيال وإن الصوت الشعري في التيار الهادر لصوت العروبة والأصوات التي تنادي بالتحرر والتنوير، ويتخذ من القصيدة طريقاً لذلك».

## مؤلفاته
- من وحي المتنبي، 2006
- سماوات لمطر أخير، 2016

## جوائزة
- جائزة جامعة الكويت للشعر الفصيح 1990، 1992م
- جائزة مجلة المرأة للشعر عام 1989م.
- جائزة جريدة جريدة الرأي العام للشعر عام 1990م
- جائزة الدولة التشجيعية في الآداب 2016.
- المركز الأول في المسابقة الشعرية بمناسبة مرور عام على رحيل الوالد الشيخ سعد العبد الله الصباح 2009
- المركز الثاني في المسابقة الشعريةالسنوية التي تنظمها الأمانة العامة للأوقاف "فئة المحترفين" 2009
- جائزة القوافي الذهبية في مهرجان الشعر العربي بالشارقة برعاية الشيخ سلطان القاسمي 2025م